# Stratasys
Stratasys, Ltd. là nhà sản xuất máy in 3D và các hệ thống sản xuất 3D cho các giải pháp tạo mẫu nhanh văn phòng và sản xuất kĩ thuật số trực tiếp. Các kỹ sư sử dụng hệ thống Stratasys để mô hình hóa các dạng hình học phức tạp trong một loạt các vật liệu nhựa nhiệt dẻo, bao gồm: ABS, polyphenylsulfone (PPSF),polycarbonate (PC) và ULTEM 9085.
Stratasys sản xuất các hệ thống tạo mẫu văn phòng và các hệ thống sản xuất kỹ thuật số trực tiếp cho các nhà sản xuất ô tô, hàng không vũ trụ, công nghiệp, giải trí, điện tử, y tế và sản phẩm tiêu dùng.

## Lịch sử
Stratasys được thành lập năm 1989, bởi S. Scott Crump và vợ của ông là Lisa Crump ở Eden Prairie, Minnesota. Ý tưởng cho công nghệ này đã đến Crump năm 1988 khi ông quyết định làm một con ếch đồ chơi cho đứa con gái nhỏ của mình bằng cách sử dụng một khẩu súng keo nạp với một hỗn hợp của polyethylene và sáp nến. Ông nghĩ đến việc tạo ra các lớp hình dạng theo từng lớp và một cách để tự động hóa quá trình. Vào tháng 4 năm 1992, Stratasys đã bán sản phẩm đầu tiên của mình, 3D Modeler.
Vào tháng 10 năm 1994, Stratasys đã có một đợt chào bán công khai lần đầu trên NASDAQ; công ty đã bán 1,38 triệu cổ phiếu cổ phiếu phổ thông với giá 5 đô la trên mỗi cổ phiếu, thu về khoảng 5,7 triệu đô la.
Vào tháng 1 năm 1995, Stratasys đã mua lại tài sản trí tuệ về tạo mẫu nhanh và các tài sản khác của IBM và đã tuyển dụng 16 kỹ sư IBM, những người đã phát triển một máy in 3-D nhỏ dựa trên hệ thống đùn rất giống với công nghệ mô hình lắng đọng nóng chảy được cấp bằng sáng chế của Crump (FDM)..
Năm 2003, mô hình hóa lắng đọng nóng chảy của Stratasys (FDM) là công nghệ tạo mẫu nhanh bán chạy nhất. FDM là một quá trình mà công ty đã được cấp bằng sáng chế, được sử dụng để sản xuất các chi tiết ba chiều từng lớp một  trực tiếp từ các tệp CAD 3D để sử dụng trong việc xác minh thiết kế, tạo mẫu, phát triển và sản xuất.
Đến năm 2007, Stratasys cung cấp đến 44% hệ thống chế tạo bồi đắp được lắp đặt trên toàn thế giới, trở thành đơn vị dẫn đầu thị trường trong năm thứ sáu liên tiếp.
Vào tháng 1 năm 2010, Stratasys đã ký thỏa thuận với HP để sản xuất máy in 3D mang thương hiệu HP. Vào tháng 8 năm 2012, thỏa thuận sản xuất và phân phối của HP đã bị ngưng.
Vào tháng 5 năm 2011, Stratasys thông báo rằng họ đã mua lại Solidscape, một công ty hàng đầu về máy in 3D có độ chính xác cao cho các ứng dụng đúc mẫu chảy sáp.
Vào năm 2012, một dự án không liên quan để sản xuất vũ khí bằng in 3D được dự định sử dụng máy in Stratasys. Stratasys từ chối cho phép điều này và rút giấy phép sử dụng máy in, với lý do là họ không cho phép các máy in của họ "được sử dụng cho các mục đích bất hợp pháp".
Vào năm 2014, nhà thiết kế thời trang Israel Noa Raviv nổi bật với những mẫu trang phục thời trang cao cấp được tạo ra bằng công nghệ in 3D của Stratasys. Một số lựa chọn từ bộ sưu tập nói trên đã được trưng bày vào năm 2016 tại triển lãm "Manus X Machina" tại Trung tâm Phục trang Anna Wintour tại Bảo tàng Mỹ thuật Metropolitan của Thành phố New York.

### Sáp nhập với Objet
Vào ngày 16 tháng 4 năm 2012, Stratasys thông báo rằng họ đã đồng ý sáp nhập với Objet Ltd., một nhà sản xuất máy in 3D hàng đầu có trụ sở tại Rehovot, Israel, trong một giao dịch toàn cổ phiếu. Cổ đông của Stratasys dự kiến sở hữu 55% cổ phần của công ty, và cổ đông của Objet sẽ sở hữu 45% cổ phần. Việc sáp nhập được hoàn thành vào ngày 3 tháng 12 năm 2012; vốn hóa thị trường của công ty mới là khoảng 3,0 tỷ đô la.

### Mua lại MakerBot, Solid Concepts và Harvest Technologies
Vào ngày 19 tháng 6 năm 2013, MakerBot Industries đã thông báo rằng nó đã được Stratasys mua với giá 403 triệu đô la.
Vào ngày 2 tháng 4 năm 2014, Stratasys thông báo rằng họ đã ký kết các thỏa thuận dứt khoát để sở hữu Solid Concepts và Harvest Technologies, sẽ được kết hợp với RedEye, một doanh nghiệp dịch vụ sản xuất kỹ thuật số hiện có của họ, để tổ chức như một công ty dịch vụ sản xuất bồi đắp độc lập. Việc mua lại đã được hoàn thành vào ngày 15 tháng 7 năm 2014.

### Đầu tư vào Massivit
Vào tháng 2 năm 2016, Stratasys đã công bố đầu tư vào công ty in Massivit 3D Printing của Israel, để quảng bá và triển khai các giải pháp in 3D siêu lớn độc quyền của Massivit.

## Hệ thống sản xuất ô tô 3D
Vào năm 2014, Stratasys đã chế tạo một chiếc xe điện với các tấm ốp bên ngoài được in 3D hoàn toàn và một vài bộ phận nội thất. Việc phát triển mất một năm, và các chi tiết được xây dựng bằng cách sử dụng máy in Stratasys Objet1000.

## Urbee
Urbee là tên của chiếc xe đầu tiên trên thế giới gắn trên xe bằng cách sử dụng công nghệ sản xuất bồi đắp (thân xe và cửa sổ xe hơi của ông đã được "in"). Được tạo ra trong năm 2010 thông qua quan hệ đối tác với nhóm kỹ thuật Canada KOR Ecologic nó là một chiếc xe lai với cái nhìn tương lai.